# 進藤天音
進藤天音（日语：／ Shindō Amane，2004年4月20日—）是日本的女性聲優。隸屬於響。

## 簡介
面試過後，從2018年起開始成為響的所屬聲優。在電視動畫《百慕達三角～多彩田園曲～》中扮演嘉蘿首次亮相。
暱稱為あまねす。興趣是玩遊戲、收集填充布偶和畫插畫。特殊技能為彈吉他和跳舞（芭蕾和嘻哈）。最喜歡的動物是貓和鯨鯊。
於2023年2月16日從堀越高等學校畢業。
2025年7月24日，有爆料称进藤天音的男朋友雇佣私家侦探发现进藤天音出轨。武士道公司发布声明称这完全是虚假指控，强烈抗议传播此信息与向进藤发出犯罪预告的行为。

## 出演作品

### 電視動畫
2019年
- 百慕達三角～多彩田園曲～（嘉蘿）
- BanG Dream!（生徒、花女生徒B）

2020年
- Rebirth（美濃周子）
- BanG Dream! Girls Band Party!☆PICO ～大份～（倉田真白）

2021年
- D4DJ Petit Mix（春日春奈）
- 卡片戰鬥!! 先導者 overDress（大倉惠）
- BanG Dream! Girls Band Party!☆PICO Fever!（倉田真白）

2022年
- 與變成了異世界美少女的大叔一起冒險（烏爾提娜）
- BanG Dream! 少女樂團派對！5週年紀念動畫 -CiRCLE THANKS PARTY!-（倉田真白）
- 女性向遊戲世界對路人角色很不友好（女子）
- 卡片戰鬥!! 先導者 will+Dress（大倉惠）
- BanG Dream! Morfonication（倉田真白[5]）

2023年
- D4DJ All Mix（春日春奈）

2024年
- 卡片戰鬥!! 先導者 Divinez（大倉惠[6]）

2025年
- BanG Dream! Ave Mujica（倉田真白）
- 超超超超超喜歡你的100個女朋友（原賀胡桃[7]）

### 遊戲
2020年
- BanG Dream! 少女樂團派對（倉田真白[8]）
- D4DJ Groovy Mix (春日春奈)
- 魔法紀錄 魔法少女小圓外傳 (八雲御影)

2021年
- Assault Lily Last Bullet（丹羽燈莉[9]）

2023年
- 棕色塵埃2（莉亞特里斯）

2024年
- Link! Like! Love Live!（桂城泉）

### 電影
- 幪面超人555 20th PARADISE・REGAINED（SMART LADY）